# Xenophallus
Xenophallus umbratilis
Genre
Espèce
Xenophallus est un genre de poissons de la famille des Poeciliidae ; monotypique, il ne regroupe qu'une seule espèce, Xenophallus umbratilis.

## Liste des espèces
- Xenophallus umbratilis (Meek, 1912)